# (300191) 2006 WQ86
(300191) 2006 WQ86 es un asteroide perteneciente al cinturón de asteroides descubierto el 18 de noviembre de 2006 por el equipo del Lincoln Near-Earth Asteroid Research desde el Laboratorio Lincoln, Socorro, Nuevo México, Estados Unidos.

## Designación y nombre
Designado provisionalmente como 2006 WQ86.

## Características orbitales
2006 WQ86 está situado a una distancia media del Sol de 3,134 ua, pudiendo alejarse hasta 3,811 ua y acercarse hasta 2,457 ua. Su excentricidad es 0,215 y la inclinación orbital 8,457 grados. Emplea 2026,94 días en completar una órbita alrededor del Sol.

## Características físicas
La magnitud absoluta de 2006 WQ86 es 16. 